# St. Ludgerus (Alme)

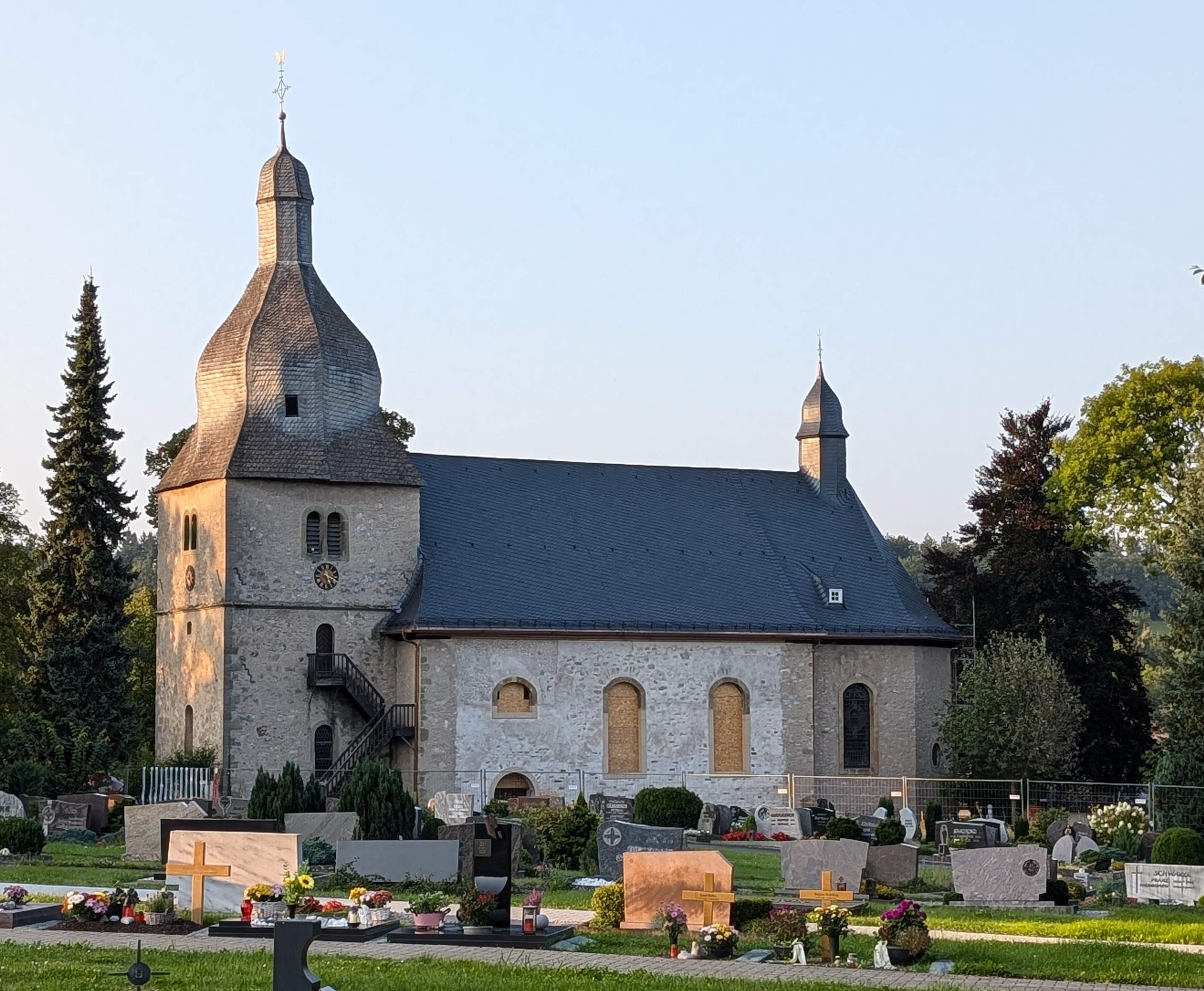
St. Ludgerus mit wiederhergestellter Südfassade im Jahr 2024

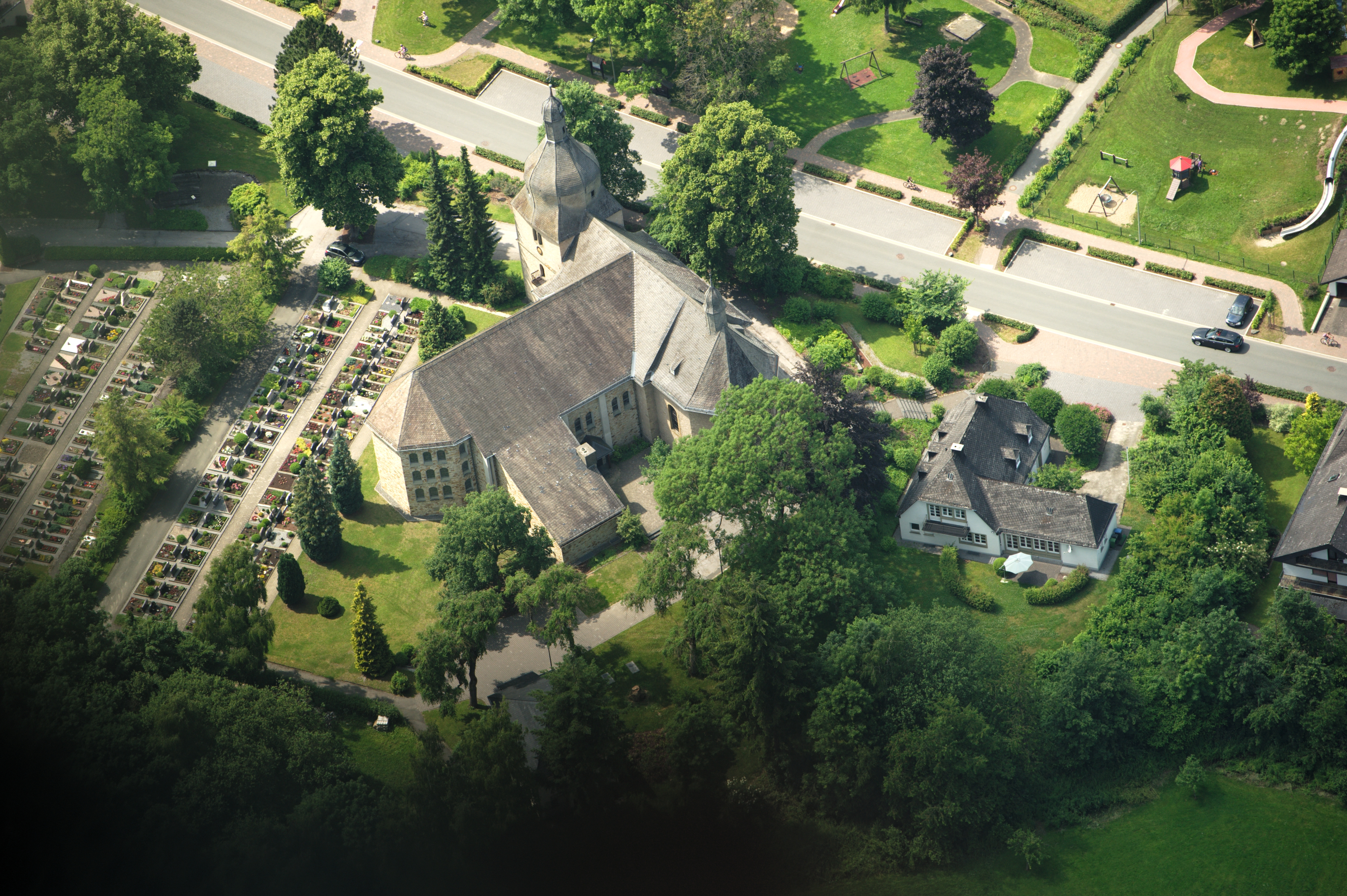
Luftansicht St. Ludgerus im Jahr 2013 mit dem 1963 angebautem Langhaus im Süden

Die katholische Pfarrkirche St. Ludgerus ist ein denkmalgeschütztes Kirchengebäude in Alme, einem Ortsteil der Stadt Brilon im nordrhein-westfälischen Hochsauerlandkreis.

## Geschichte
Bischof Meinwerk schenkte 1031 dem Paderborner Abdinghofkloster die Pfarrei Haldinghausen, St. Ludgerus war eine Tochterkirche dieser Pfarrei. Haldinghausen fiel im Mittelalter wüst, die Ludgerusgemeinde wurde 1377 als Nachfolgerin erwähnt, der erste Pfarrer war Pfarrer Beilen. Für dieses Jahr ist auch der letzte Pfarrer von Haldinghausen, Conrad Dollenbergh, belegt. Eine erste Kapelle in Alme wurde 1003 nach Überlieferung des Abt-Archi-Diakons Pauli fundiert. Diese Kapelle wurde vermutlich 946 als Eigenkirche des Geseker Damenstiftes als Holzgebäude errichtet. Sie stand in der Gegend der sogenannten Almer Freiheit.

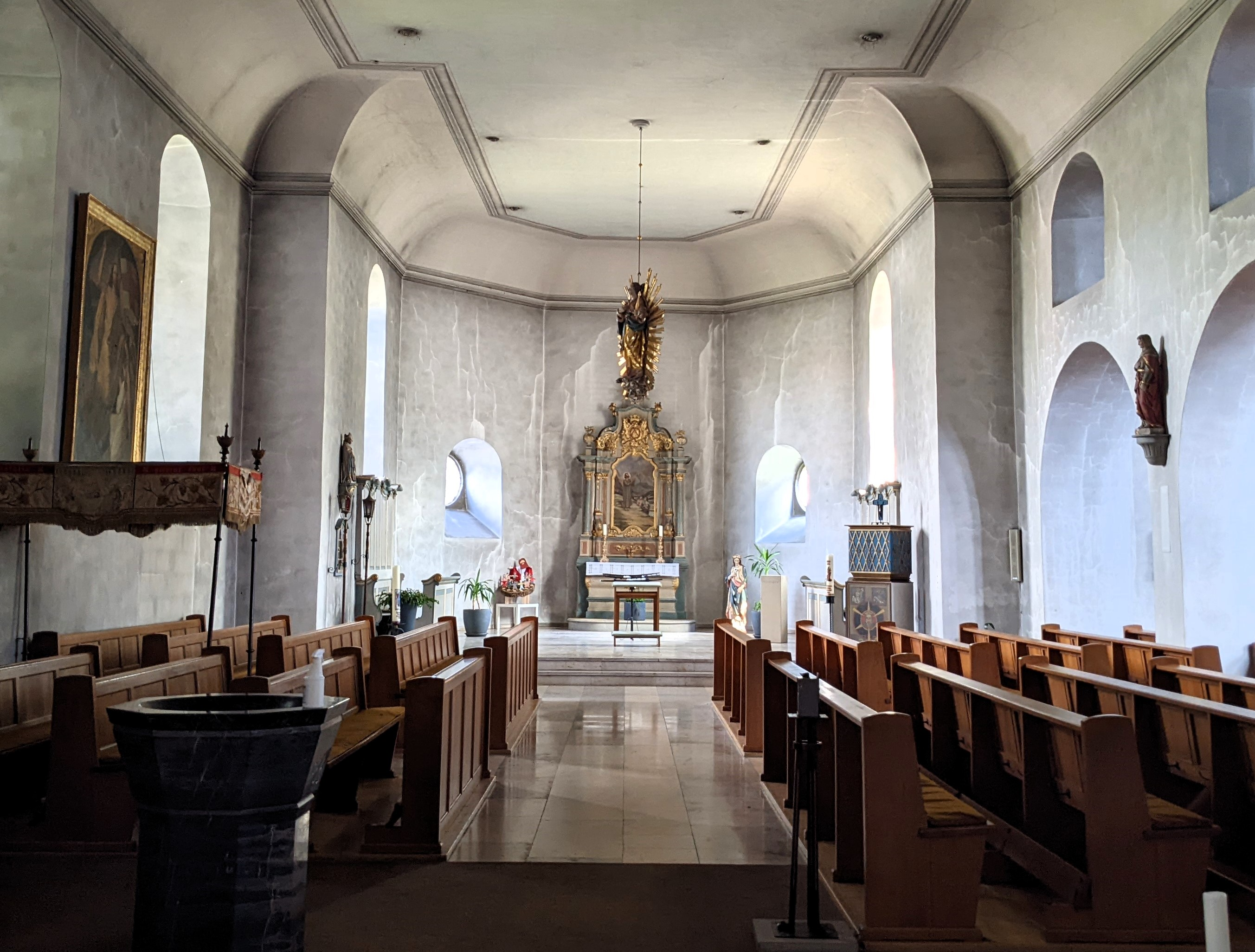
Blick auf historischen und zukünftigen Altarraum vor der Renovierung im August 2022

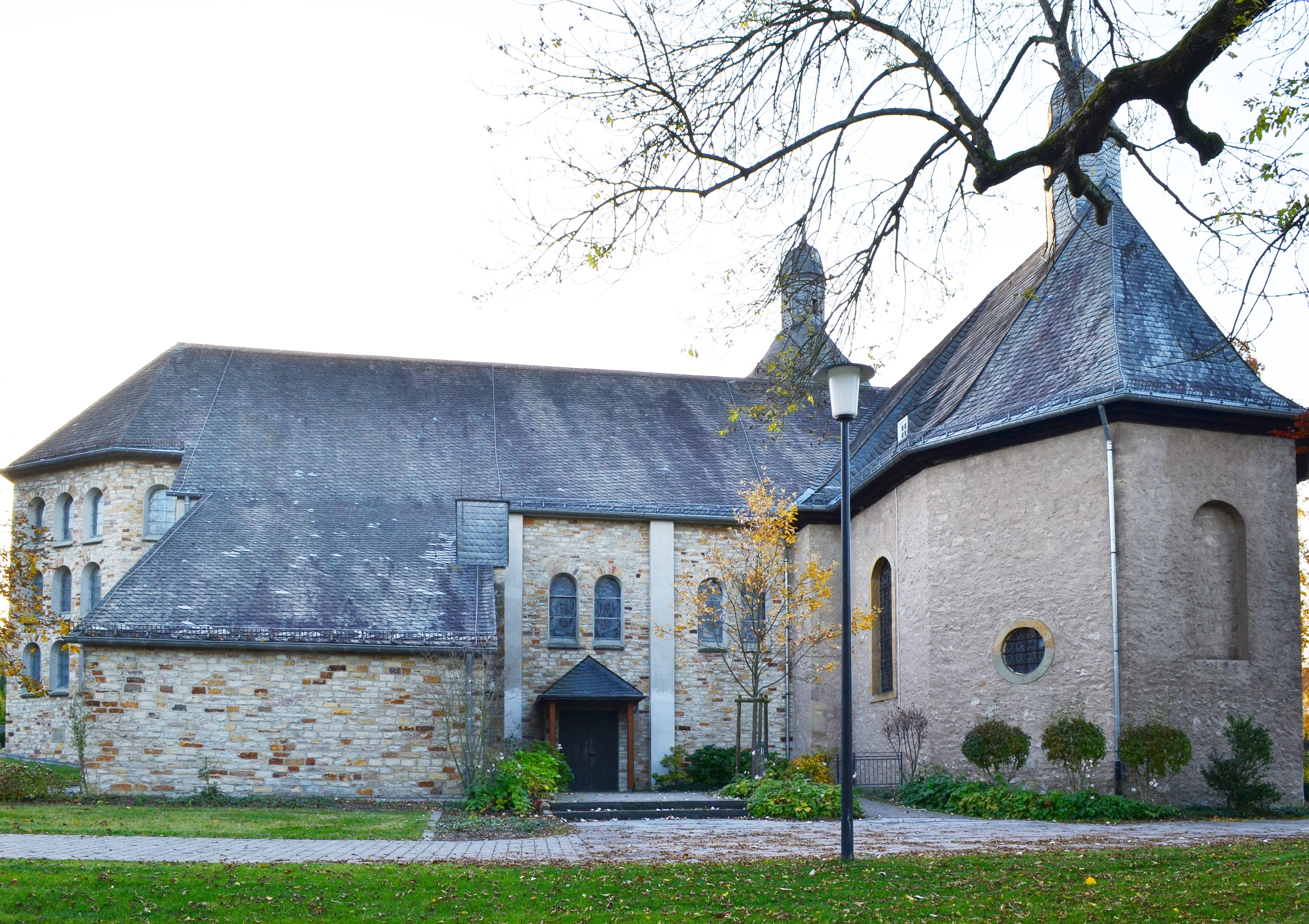
St. Ludgerus, Ansicht der ehemaligen Eingangsseite im Oktober 2012 vor dem Abriss

An dieser Stelle wurde im 14. oder 15. Jahrhundert eine feste Kirche aus Stein und Lehm gebaut. Im 17. Jahrhundert diente die Kirche, besonders der wehrhafte Turm, als Schutz vor Plünderungen durch hessische und braunschweigische Truppen. Nach Beschädigungen im Dreißigjährigen Krieg wurden der Helm des Turmes und der Turm 1662 erneuert. Wegen drohenden Verfalls des Gebäudes wurden von 1677 bis 1713 mehrfach Ausbesserungsarbeiten an den Außenmauern, dem Gewölbe und den Fenstern vorgenommen. Die Orgel und der Tabernakel wurden renoviert. Erste Glocken wurden um 1680 gegossen, ein Gemeindemitglied hatte dafür Geld vermacht. Eine Kirchenuhr wurde zwischen 1717 und 1719 erwähnt. Wegen der Baumängel wurden die Außenmauern 1719 durch hölzerne Stützpfosten gesichert.
Der Visitator und Kommissar des Erzbischofs von Köln besuchte am 26. August 1752 die Gemeinde und ordnete den Abbruch der alten Kirche und einen Neubau an anderer Stelle an. Es wurde verboten, weiterhin die Kirche für geistliche Verrichtungen zu nutzen. Der Neubaubefehl wurde am 28. Oktober 1752 von dem Generalvikar von Sierstorff wiederholt. Von 1963 bis 1964 erfolgte eine Quererweiterung nach Plänen des Architekten Heinrich Stiegemann; der barocke Altbau blieb dabei weitgehend unberührt. Der polygonale Chor wurde, wie im Altbau, aufgenommen. Die Außenwände sind durch Betonstützen gegliedert. Alt- und Neubau sind durch ein übergreifendes Walmdach gedeckt.

### Teilabriss und Instandsetzung des historischen Kirchenteils
Nach längeren Planungen bzgl. einer umfassenden Renovierung, wurde sich wegen des geringeren Platzbedarfes und hoher Unterhaltungskosten dazu entschieden, das angebaute Langhaus von 1963 zurückzubauen. Diese Pläne waren in der Gemeinde stark umstritten.
Am 14. Mai 2023 fand ein Abschiedsgottesdienst mit anschließender Profanierung statt. Seitdem liefen die Renovierungs- und Umbauarbeiten.
Die Kirche wurde in ihrer alten Baugestalt unter Einbeziehung der vorhandenen Einrichtung wieder hergerichtet. Die Orgel wurde an eine Gemeinde in Polen vermittelt. Bis Oktober 2023 wurde das Langhaus zurückgebaut. Im Sommer 2024 wurde die Südfassade der historischen Kirche mit Steinen des zurückgebauten Anbaus wiederhergestellt. Das Schieferdach des alten Kirchenschiffes wurde erneuert. Der zugemauerte Eingang im Turm soll wieder geöffnet werden, weiterhin soll ein neuer kleinerer Gebäudeteil mit Sakristei, WC und Lagermöglichkeiten auf der Südseite angebaut werden.

## Architektur

### Kirchenschiff
Der geschlämmte flachgedeckte Bruchsteinsaal entstand als einschiffiger, barocker Bau mit eingezogenem 3/8-Chor: Er wurde nach der Inschrift in einem Wappen der Familien von Meschede und von Bruch von 1753 bis 1760 errichtet. Die flache, verputzte Holzdecke ist in einer breiten Hohlkehle in die Wand überführt. Von 1887 bis 1890 wurde die Kirche umfangreich restauriert. Die Sakristei wurde 1911 an die südöstliche Chorschräge gebaut und 1956 erweitert. 1963 standen für die mittlerweile 1440 Gemeindemitglieder 185 Sitzplätze zur Verfügung.

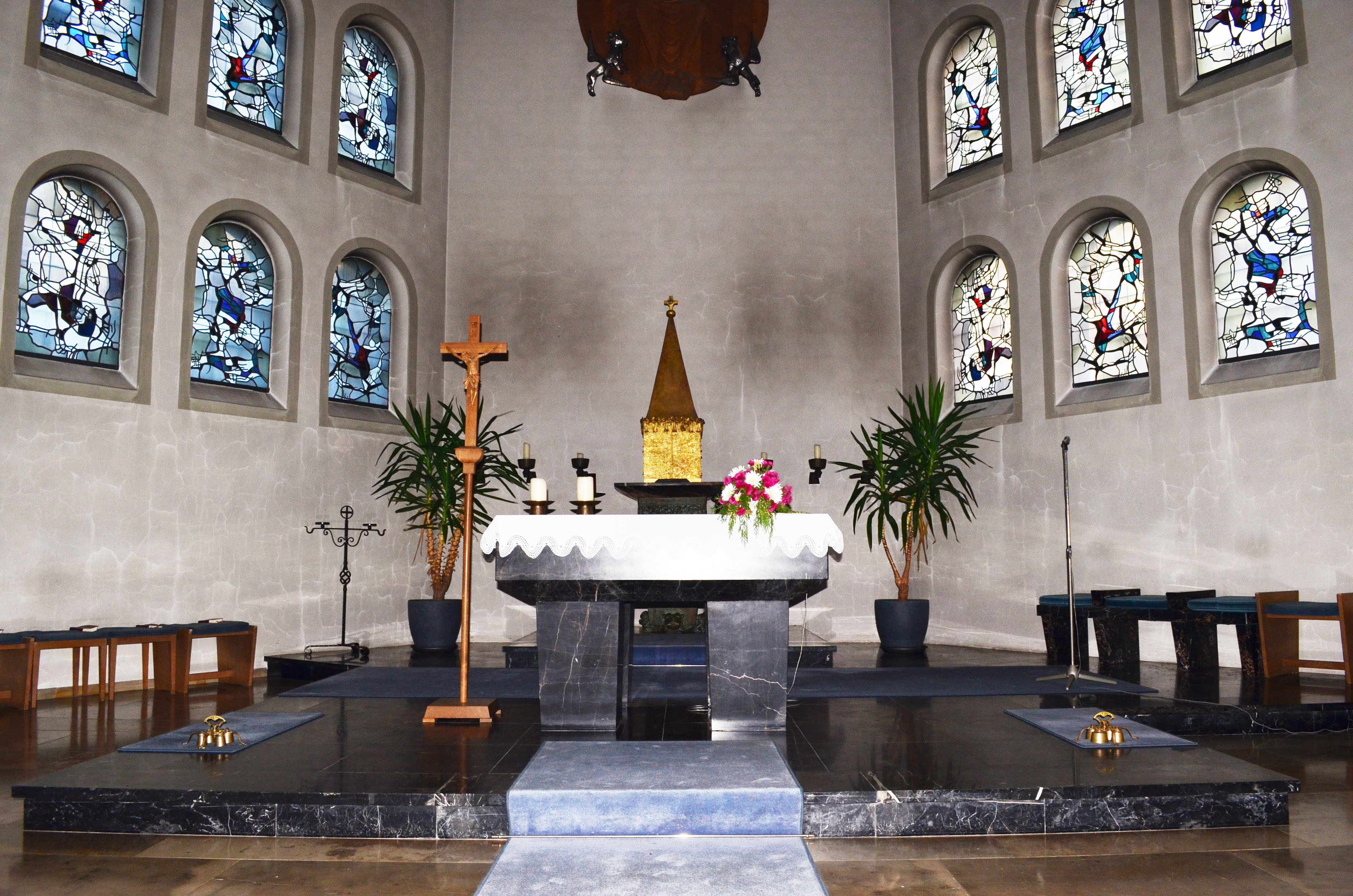
Blick auf den Altarraum mit dem Zelebrationsaltar im ehemaligen Langhaus von 1963 im Oktober 2012

Das Langhaus wurde ab 1963 nach Süden erweitert. Die Pläne erstellte der Architekt Heinrich Siegemann aus Warstein, die Bauleitung lag bei Leonhard Lüke. Das Stahlbetonskelett mit einfacher Ausfachung aus Ziegeln wurde außen mit Grünstein verkleidet. Durch die Wegnahme eines Wandteiles wurde die alte Kirche nach Süden geöffnet, so entstanden drei rundbogige Öffnungen, über denen die restlichen Fenster erhalten blieben. Die Achse des Gebäudes änderte sich in die Nord-Süd-Richtung. Die Chorrückwand blieb geschlossen. Der Chorraum wurde um fünf Stufen erhöht. Unter dem abgeschleppten Dach war die Sakristei untergebracht, darüber die Empore mit dem Spieltisch für die Orgel. Der Fußboden wurde mit Kalksteinplatten ausgelegt. Die Kirche war durch das Haupt- und Nordportal begehbar. Die ursprüngliche Kirche wirkte wie ein Vorraum zur Hauptkirche. Die beiden Seitenkapellen dienten als Marien- bzw. Beichtkapelle und als Bruder-Klausen-Kapelle.
Durch den geringeren Platzbedarf wurde ein Rückbau des Anbaus von 1963 geplant. Dieser wurde vom September bis zum Oktober 2023 durchgeführt.

### Westturm
Der gedrungene Westturm von der Vorgängerkirche entstand 1662.

#### Baubeschreibung
Der Turm hat zwei spätmittelalterliche Untergeschosse. Das Kreuzgewölbe im Turmraum wurde durch den Einbau einer Orgelempore verändert. Die Wände des Obergeschosses sind durch drei kleine Fenster und eine Tür gegliedert. Durch die nun zugemauerte Tür gelangte man auf den Dachboden der Vorgängerkirche. Über der Tür zieht sich ein gotisches Gurtgesims um den Turm herum. An der Ostseite sind Einschnittspuren vom alten Kirchendach sichtbar. Die Glockenstube ist an allen Seiten mit zwei gekuppelten Rundbogenfenstern ausgestattet. Auf dem Turm sitzt eine achtseitige, verschieferte, zwiebelförmige Haube. Die Außenwände bestehen aus verputztem Kalkbruchstein.

#### Geläut
Für 1837 sind drei Glocken belegt. Die größte Glocke war dem Ludgerus geweiht. Die beiden kleineren Glocken mit einem Gewicht von 39 und 229 kg waren geborsten. Der Briloner Glockengießer Jakob Greve lieferte 1837 zwei neue Glocken mit einem Gewicht von 110,5 und 221 kg. Sie wurden 1838 auf die Namen der Heiligen Franziska und Theodor geweiht. Bis auf eine wurden die Glocken 1917 eingezogen, neue Glocken mit den Tönen g', a' und h' lieferte die Glockengießerei Humpert 1924. Die beiden großen Glocken mussten 1942 als Metallspende abgegeben werden. Die Ludgerusglocke h' blieb erhalten. 1946 lieferte die Glockengießerei Junker in Brilon vier neue Glocken aus Sonderbronze. Es handelt sich um die Erzengelglocke (c'), die Marienglocke (e'), die Josefsglocke (g') und die Agathaglocke (a'). Die Ludgerusglocke wurde wieder aufgehängt und lässt das Gesamtgeläut fünfstimmig erklingen. Das elektrische Läutewerk wurde 1950 angeschafft.

## Ausstattung

### Ludgerus-Reliquie

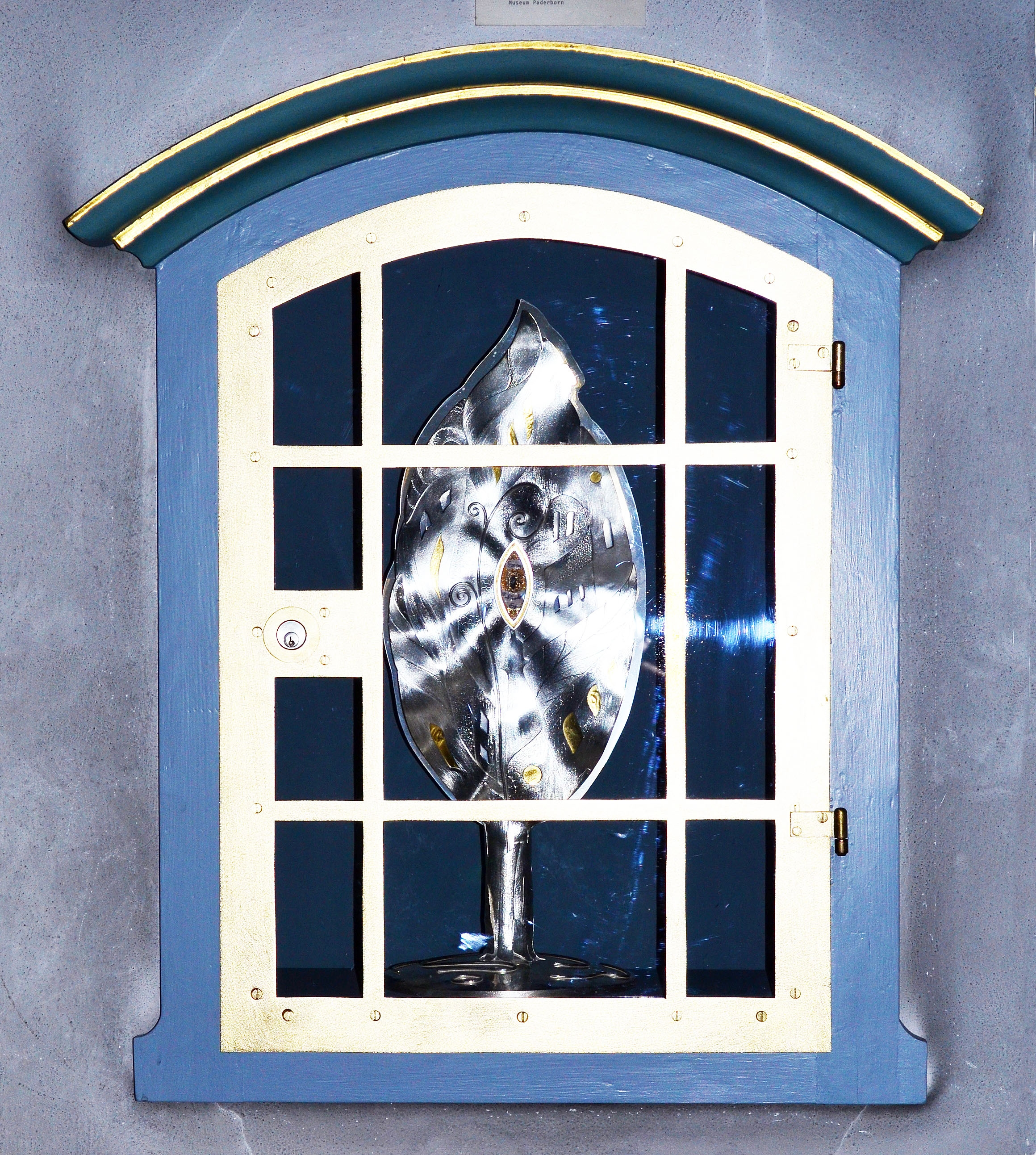
Monstranz mit den Reliquien des Ludgerus

Am 16. April 2010 erhielt die Kirche eine Reliquie des hl. Ludgerus. Er ist in zwei der Kirchenfenster dargestellt; ein sehr aufwendiges Messgewand zeigt unter anderem den Heiligen. Nach ihm ist auch eine der Schützenbruderschaften im Ort benannt. In der Diözese Paderborn ist Alme die einzige Gemeinde unter dem Patrozinium des Ludgerus, in Krombach und Hüsten ist er Nebenpatron. Der Heilige wurde 809 im Kloster Werden beigesetzt. Die Bemühungen, eine Reliquie zu erhalten, schlugen in der Vergangenheit fehl. Der Schrein in Werden wurde 2007 mit bischöflicher Genehmigung geöffnet, um die Gebeine wissenschaftlich zu untersuchen. Bei dieser Gelegenheit wurden Kleinstpartikel und Knochenstaub entnommen und in ein kleines Behältnis gegeben. Der Paderborner Erzbischof beglaubigte in einer Urkunde, dass es sich um die gottgeweihten Partikel von den Gebeinen des Heiligen Ludger, des Bischofs von Münster handelt. Die Armen Klarissen in Paderborn fassten die Reliquien ein. Ein Paderborner Goldschmied fertigte eine Monstranz als Reliquiar. Die Monstranz steht in einer vergitterten Nische im Seitenschiff.

### Altäre

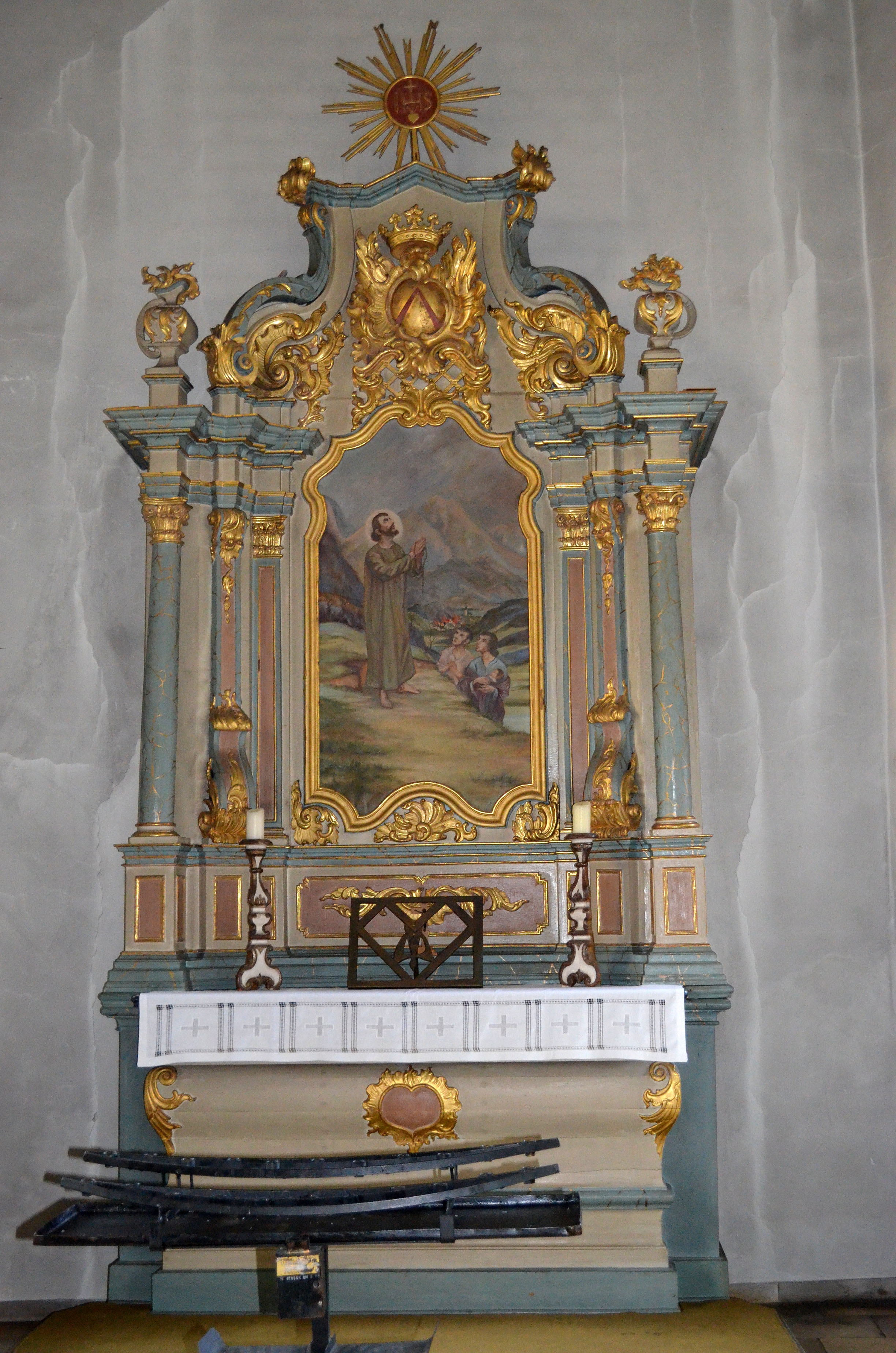
Barockaltar im Seitenschiff

- Der erste Hochaltar stammte noch aus der alten Kirche, sein Aussehen ist nicht überliefert, er wurde 1837 bei einem Brand zerstört.
- Der alte barocke Hochaltar steht nun in der Kirche in Canstein; er stammte ursprünglich von der Kapuzinerkirche in Niedermarsberg.
- Der Hochaltar, die Kanzel, die Orgel und der Taufstein wurden im 20. Jahrhundert angeschafft. In den Altar sind die Reliquien der  beiden frühchristlichen Märtyrer Auctus und Prospera eingemauert.
- Die Altäre in den beiden Seitenschiffen stammen aus der Erbauungszeit der Kirche, der zu Ehren der unbefleckten Empfängnis, wurde von Dorothea Franzisca von Meschede gestiftet. Sie erhielten 1894 neue Altarsteine, die alten entsprachen nicht mehr den liturgischen Vorschriften. Die Altarbilder wurden  vor 1966 durch neue ersetzt.

### Orgeln

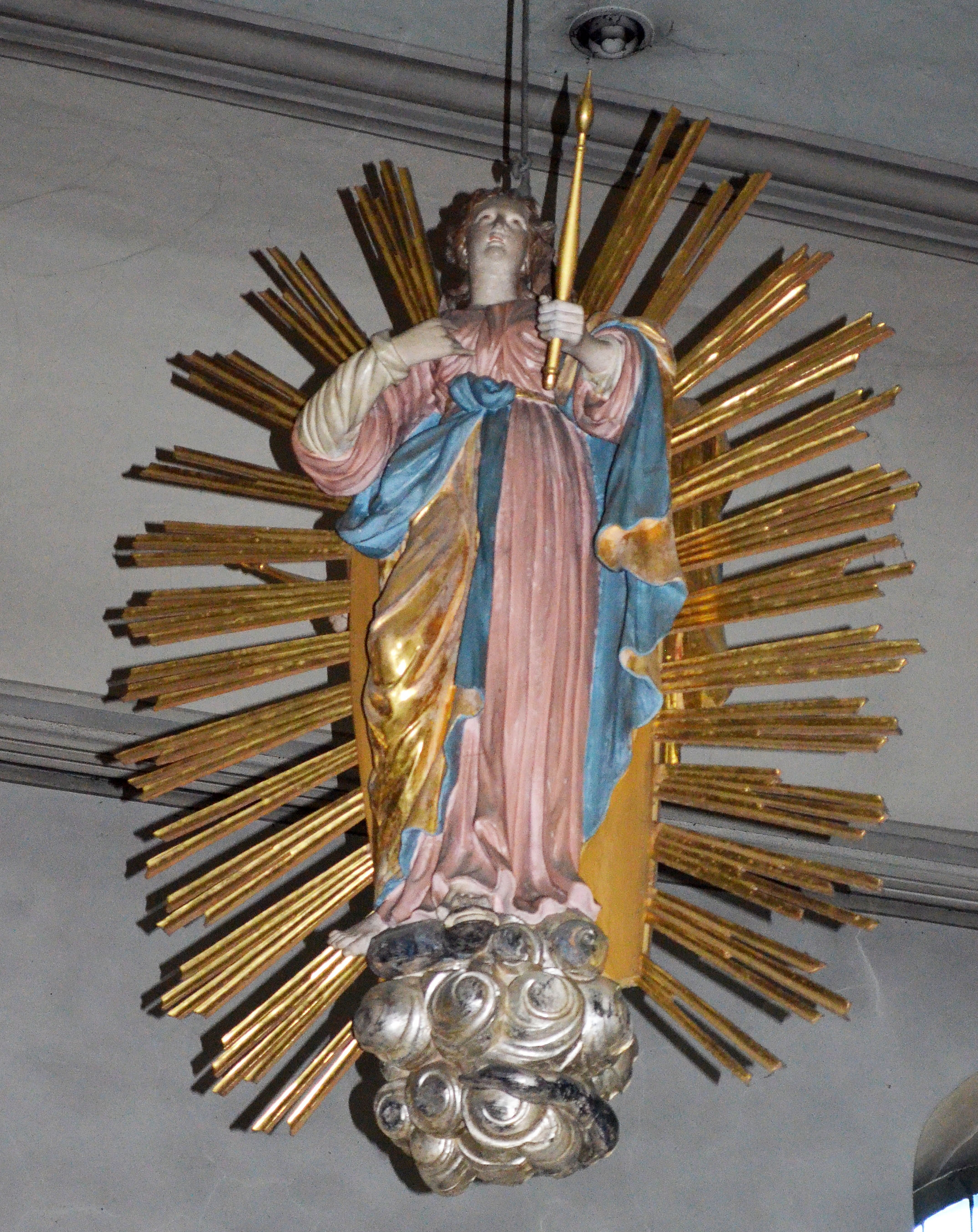
Die Strahlenkranzmadonna im Seitenschiff

Eine neue Orgel wurde zwischen 1791 und 1811 von dem Soester Orgelbauer Fromme aufgestellt. Sie wurde um 1850 vom Briloner Orgelbauer Rischik umfangreich repariert. Das Instrument wurde 1938 durch ein neues von Anton Feith geschaffenes ersetzt. Es hatte 16 Register, verteilt auf zwei Manuale und das Pedal, sowie 1126 Pfeifen. Im Zuge der Kirchenerweiterung baute der Orgelbauer Stegerhoff aus Paderborn die Orgel für die neue Orgelbühne um. Sie wurde um ein Register ergänzt, das neue Prospekt wurde in die Hinterwand des neuen Kirchenteiles eingefügt. Die bisherigen Blindpfeifen wurden durch Prospektpfeifen ergänzt. 1991 bietet der Orgelbauer Siegfried Sauer der Pfarrgemeinde eine gebrauchte Schleifladen-Orgel mit 25 Registern auf zwei Manualen mit Pedal an. Das elektrisch gesteuerte Instrument wurde 1965 von der Kreienbrink Orgelmanufaktur für die katholische Kirchengemeinde St. Cornelius und Cyprianus in Metelen im Bistum Münster erbaut, nun von der Gemeinde in Alme erworben und bis März 1993 am Übergang zum neuen Kirchenanbau, auf dem Dachboden des alten Kirchenteils eingebaut. Der Spieltisch wurde auf der Orgelempore über der Sakristei aufgestellt. 
Im Rahmen des Umbaus seit 2023 wurde die Orgel u. a. aus Platz- und Kostengründen demontiert und an die Gemeinde St. Josef in Munina in Ostpolen weitergegeben. 

### Sonstige Ausstattung
- Das Chorgestühl, die Beichtstühle wurden in der Erbauungszeit hergestellt.
- Ein Gemälde von 1840 zeigt den auferstandenen Christus. Es ist mit Joseph Wintergerst bezeichnet und hängt in einem der Seitenschiffe.
- Die Betbank von 1780 steht im Seitenschiff seitlich vor dem Altar.
- Die Doppelmadonna[8] wurde 1839 geteilt und eine Hälfte als Immaculata und die andere Hälfte als hl. Margareta aufgestellt. Etliche Jahre später wurde sie wieder zusammengefügt.[6]
- Eine barocke Monstranz aus vergoldetem Silber und Kupfer wurde zum Ende des 18. Jahrhunderts angefertigt. Sie ist 63,5 cm hoch, der Fuß ist ein Achtpass. Das Lunulagehäuse ist von Rollwerk mit Weintrauben und Ähren, zwei Putten mit Kreuz und Anker, sowie Engelsköpfen umgeben.
- Zu dem Bild der Immerwährenden Hilfe stellte Papst Pius XII. eine Urkunde aus, deren Kopie unter der Darstellung ausgestellt ist. Das Bild ist eine Nachbildung des gleichnamigen Gnadenbildes in der Redemptoristenkirche in Rom.
- Der Kirche wurde 1867 von dem Bildhauer Georg Schumacher eine Marien-Figur aus Holz geschenkt.

## Historische Aufnahmen

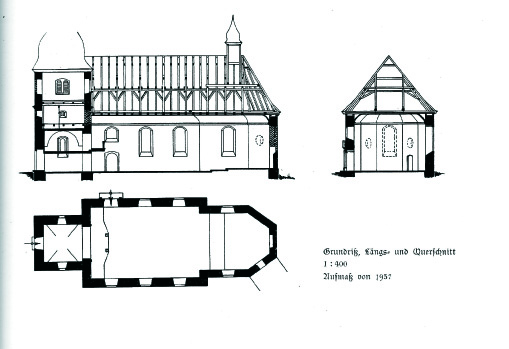
Grundriss und Schnitt
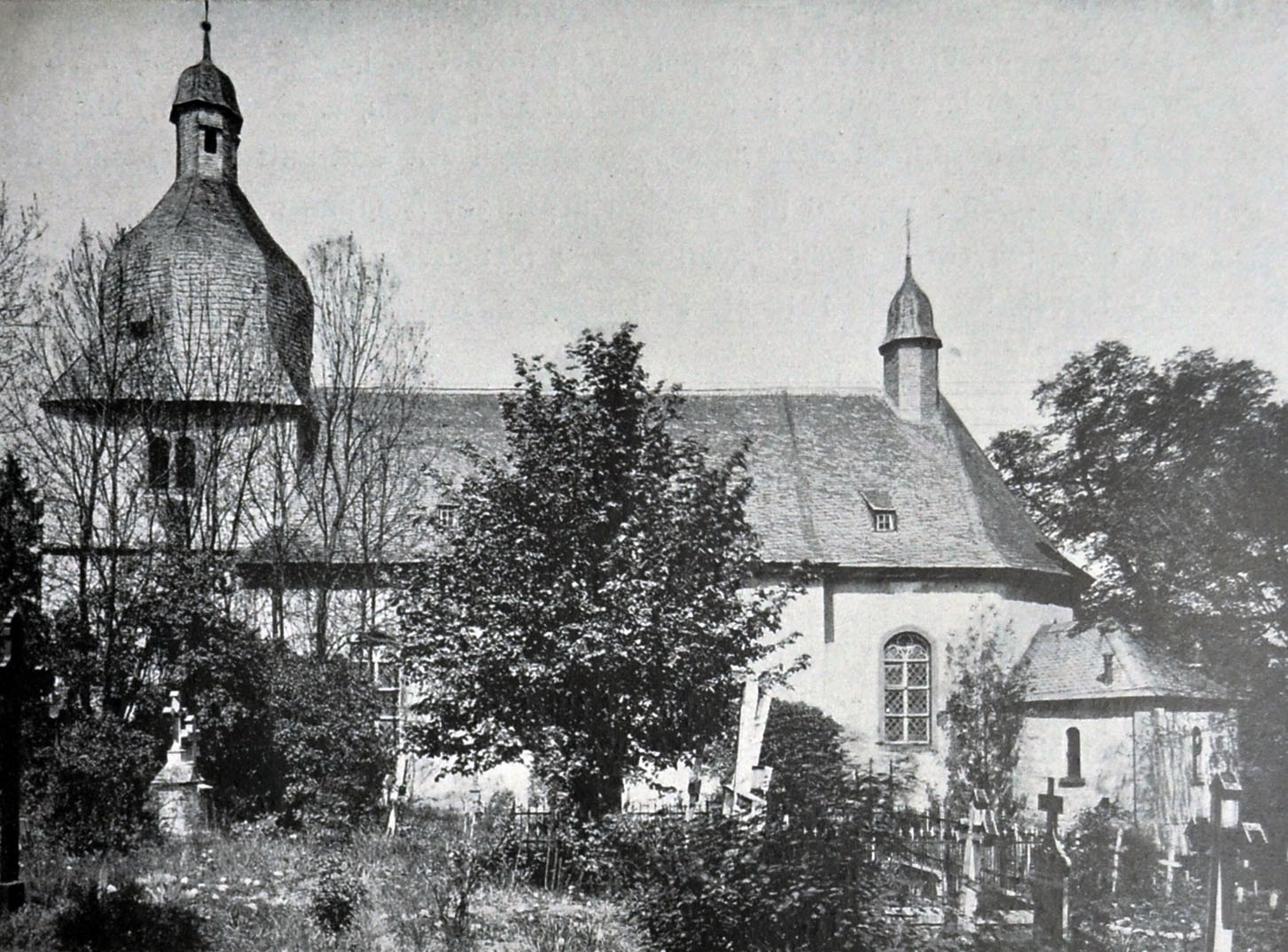
St. Ludgerus 1914
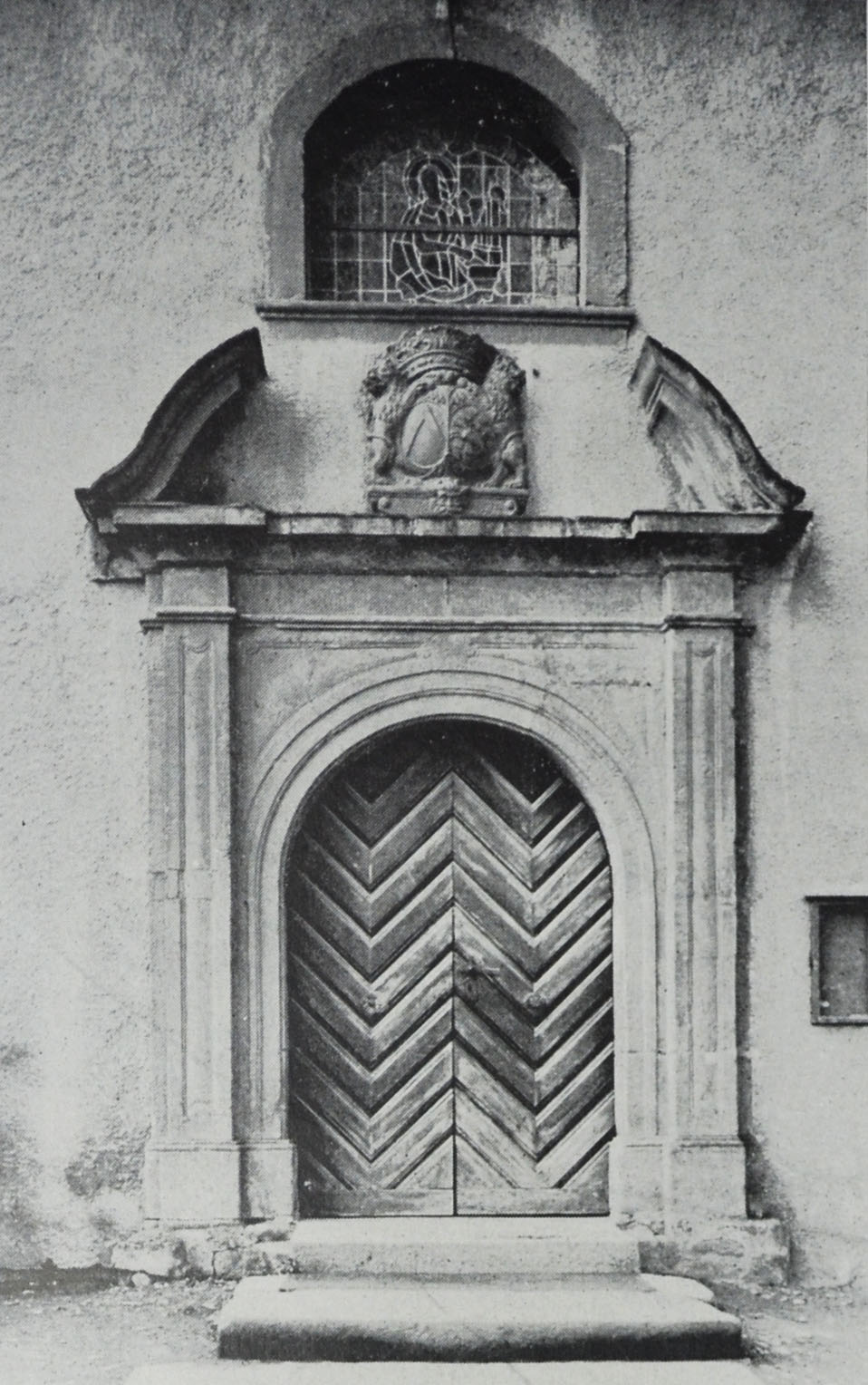
Portal an der Nordseite 1914
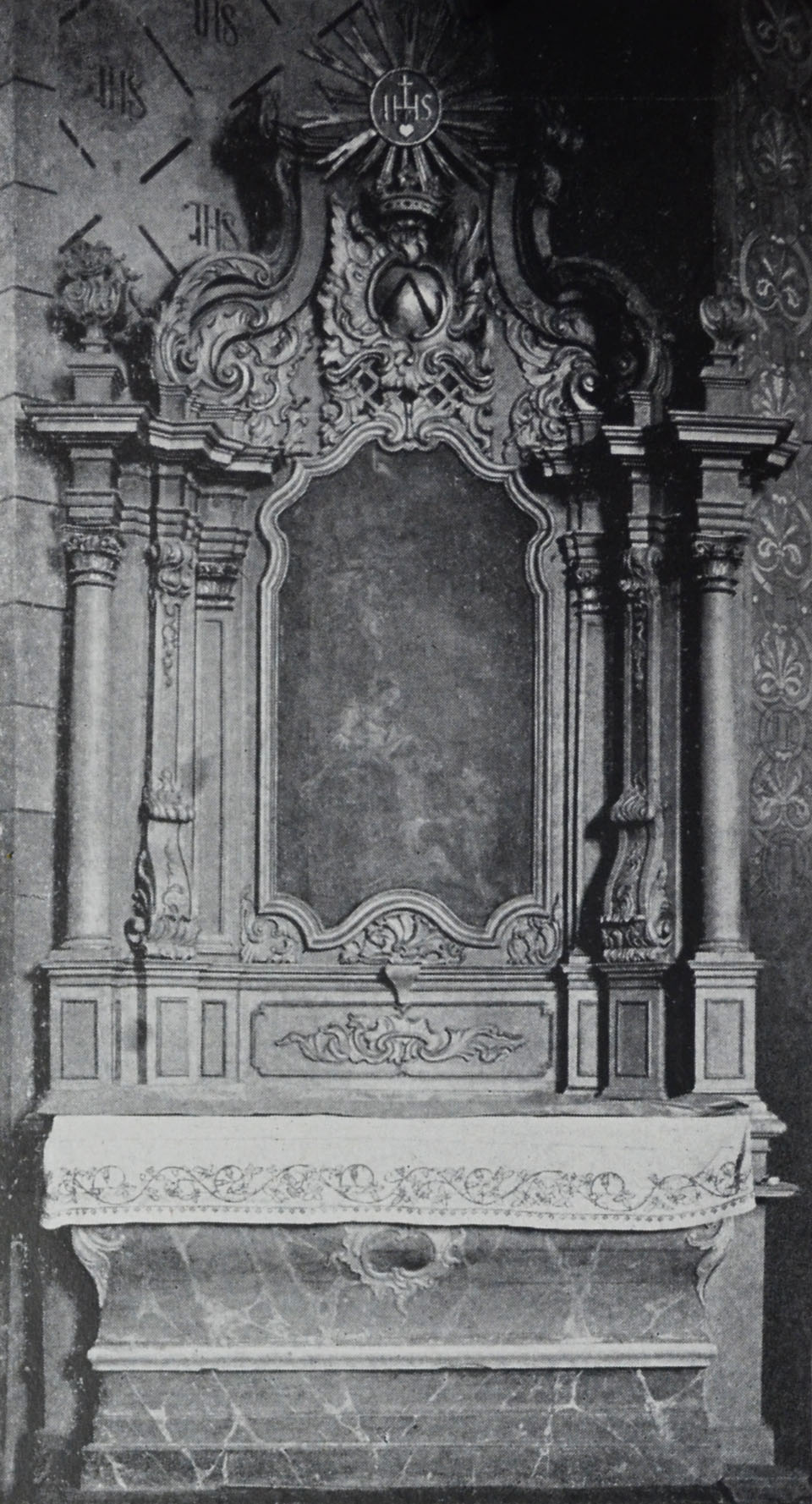
Der nördliche Seitenaltar 1914
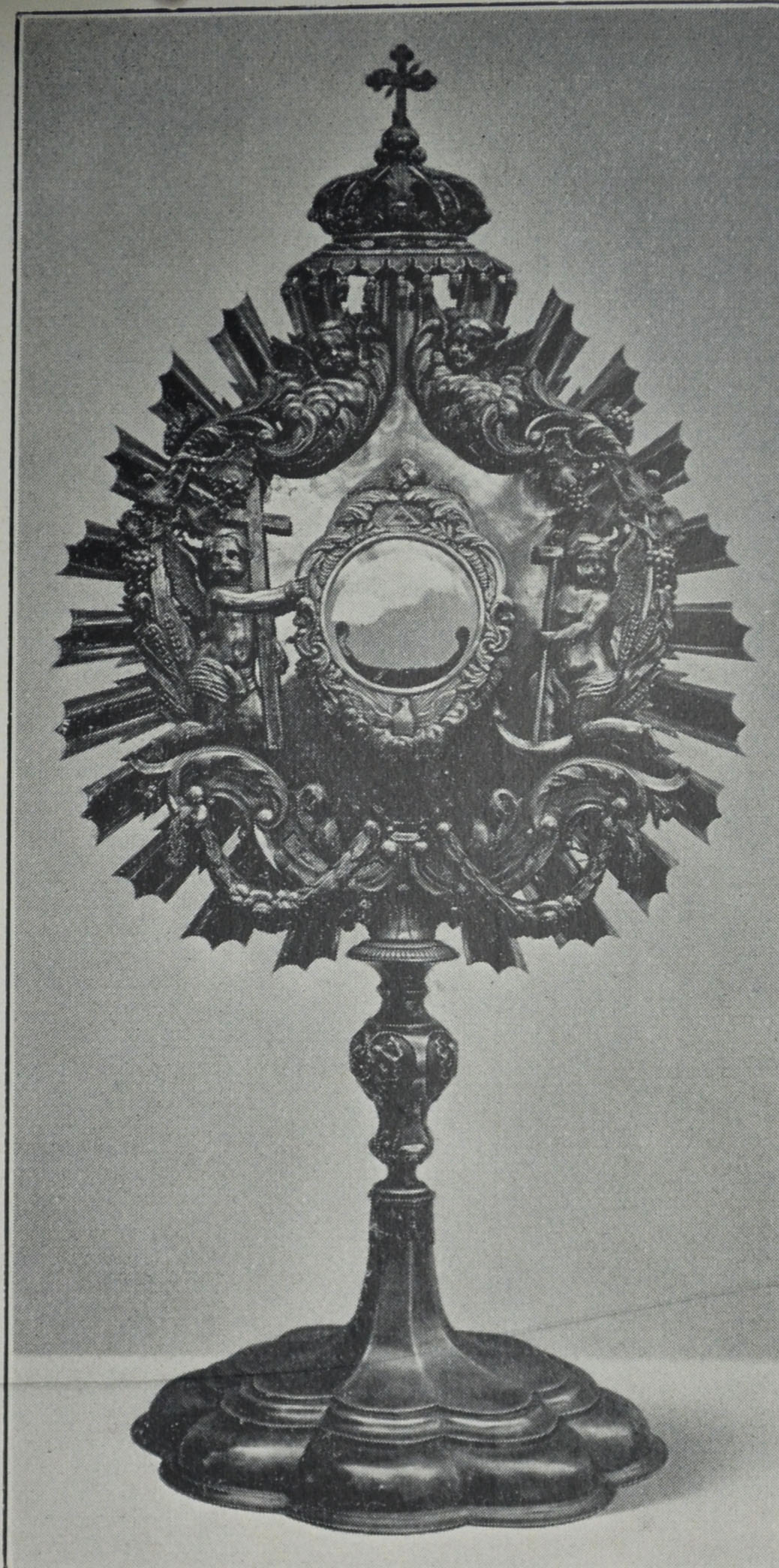
Barocke Monstranz
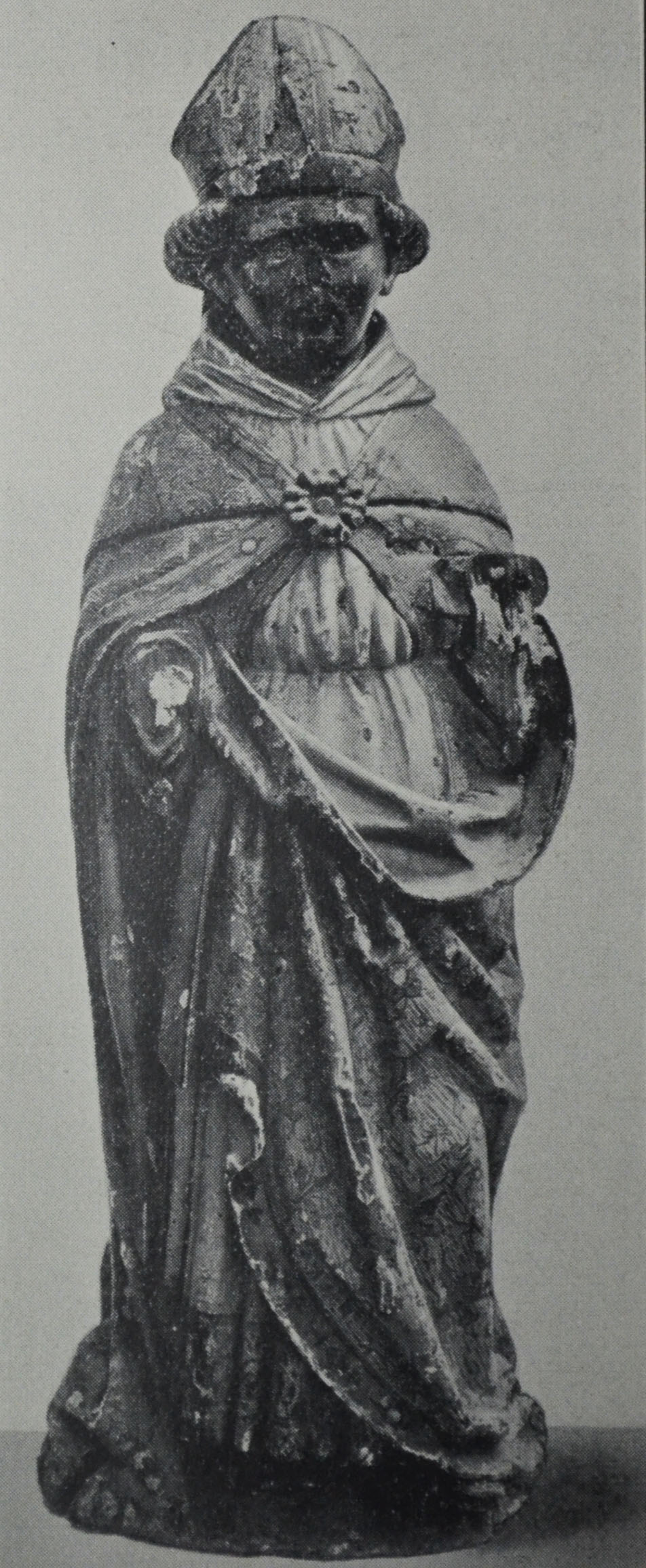
Figur eines Bischofs

## Großes Mausohr im Dachstuhl der Kirche
Im Dachstuhl der Kirche wurden bis zu 900 Fledermäuse der Art Großes Mausohr nachgewiesen. Für das Vorkommen führte man spezielle Schutzmaßnahmen durch.